# Ascodichaena
Ascodichaena is een geslacht van schimmels behorend tot de familie Ascodichaenaceae. De typesoort is Ascodichaena rugosa.

## Soorten
Volgens Index Fungorum bevat het geslacht twee soorten (peildatum februari 2022):
| Soortnaam                                 | Auteur(s)     | Publicatiejaar |
| ----------------------------------------- | ------------- | -------------- |
| Ascodichaena mexicana                     | Butin & Marm. | 1990           |
| Ascodichaena rugosa (Slakkenkloofjeszwam) | Butin         | 1977           |